# Masako Yoshida
Masako Yoshida (吉田 雅子, 12 d'agost de 1957) és una exfutbolista japonesa.

## Selecció del Japó
Va debutar amb la selecció del Japó el 1981. Va disputar 1 partits amb la selecció del Japó.

## Estadístiques
| Selecció del Japó | Selecció del Japó | Selecció del Japó |
| Anys              | Partits           | Gols              |
| ----------------- | ----------------- | ----------------- |
| 1981              | 1                 | 0                 |
| Total             | 1                 | 0                 |